# Лим
Вижте пояснителната страница за други значения на Лим.
Лим (на сръбски: Лим) е река в Черна гора, Албания, Сърбия и Босна и Херцеговина, десен приток на Дрина (десен приток на Сава). Дължина 219 km, площ на водосборния басейн 5963 km².
Река Лим води началото си от североизточния склон на планината Жиево, но 1634 m н.в., в югоизточната част на Черна гора. На 5 km след извора си напуска Черна гора, на протежение около 12 km пресича крайния северен ъгъл на Албания и отново се завръща на черногорска територия. При езерото Плавско блато завива на север и следва това генерално направление до устието си, с леко отклонение на запад. При черногорското село Добраково навлиза в югозападната част на Сърбия, а след сръбския град Прибой – на територията на Босна и Херцеговина, където на протежение от 25 km тече в дълбок и величествен каньон. По цялото си протежение реката има типичен планински характер, като течението ѝ е съпроводено с множество прагове и бързеи, дълбока долина, на много места с тесни каньони и дефилета, а на други места с малки долинни разширения и междупланински котловини. Влива се отдясно в река Дрина (в язовира „Вишеград“, десен приток на Сава) на 343 m н.в., на 2 km източно от босненското село Меджеджя.
Водосборният басейн на Лим обхваща площ от 5963 km² (30,47% от водосборния басейн на Дрина), като обхваща източните и източните части на Черна гора, крайния северен ъгъл на Албания, югозападната част на Сърбия и малък участък от източната част на Босна и Херцеговина. На север водосборния басейн на Лим граничи с водосборния басейн на река Рзав (десен приток на Дрина, на изток – с водосборния басейн на река Велика Морава (десен приток на Дунав), на югоизток, юг и югозапад – с водосборния басейн на река Дрин (от басейна на Адриатическо море), а на запад – с водосборните басейни на реките Тара, Чехотина и други по-малки десни притоци на Дрина). Основен приток Увац (десен, 119 km, 1310 km²).
По цялото протежение на реката в Сърбия и частично в Черна гора преминава участък от главната жп линия и шосе от Белград за Подгорица. По долината ѝ са разположени градовете: Гусине, Плав, Иванград и Биело поле в Черна гора; Приеполе и Прибой в Сърбия.

## История
Исторически, в Античността земите по течението на реката са населени от илири. През Средновековиетото са част от т.нар. средновековни сръбски земи. След Берлинския конгрес се разгаря битка за горен Лим.
На 4 април 2004 г. близо до град Приеполе загиват 12 българчета от град Свищов, след като автобус с ученици катастрофира по тъмно и пада в реката. Сред жертвите е и Юлиян Манзаров.